# Bieswang
Bieswang ist ein Gemeindeteil der Stadt Pappenheim im Landkreis Weißenburg-Gunzenhausen (Mittelfranken, Bayern). Die Gemarkung Bieswang hat eine Fläche von 10,411 km². Sie ist in 1054 Flurstücke aufgeteilt, die eine durchschnittliche Flurstücksfläche von 9877,43 m² haben. In ihr liegt neben dem namensgebenden Ort der Gemeindeteil Mittelmarterhof.
Mit 664 Einwohnern (Stand: 31. Dezember 2016) ist der Ort der größte Gemeindeteil Pappenheims und liegt auf einer Höhe von 542 m ü. NHN. Seit 1135 existiert im Ort die Brauerei Wurm, die zweitälteste Bierbrauerei in Franken. Die Brauerei Zum Ochsen hingegen wurde 1956 aufgelöst.

## Geographie
Das Pfarrdorf Bieswang liegt auf der Fränkischen Alb, zwischen Pappenheim und Schernfeld. Pappenheim ist rund 4,6 Kilometer Luftlinie entfernt. Die Staatsstraße 2387 führt durch Bieswang. In der Umgebung Bieswangs liegen zahlreiche Dolinen, von denen einige mit Wasser gefüllt sind. Historische Überbleibsel sind ein Römerbrunnen und einige Hünengräber.

## Geschichte
Der Name Bieswang kommt von Binswangen. Dieser Name rührt von den Binsen, die vermutlich in der Senke wuchsen, in der der Dorfkern liegt. Die erste urkundliche Erwähnung stammt aus dem Jahr 889 n. Chr. Die Siedlung ist vermutlich schon älter und geht auf den Stamm der Alemannen zurück, die hier vermutlich einen Königshof hatten. In Bieswang sind die Familiennamen Hüttinger, Rachinger und Gronauer sehr oft vertreten, was auf Flüchtlinge aus Hütting (bei Rennertshofen, heute Oberbayern) und Raching in Südtirol zurückgeht. Mündlich überlieferte Familienhistorien erzählen, dass die Gronauers einst von den Reichsmarschällen zu Pappenheim als Söldner angeworben wurden und aus einer der acht deutschen Städte und Dörfer namens Gronau stammen. Die Reformation wurde unter den Marschällen von Pappenheim 1566/67 vollzogen. Vermutlich ist Bieswang der Geburtsort des um 1660 geborenen Komponisten Henrico Albicastro.
Bis zur Gemeindegebietsreform, die am 1. Mai 1978 in Kraft trat, war Bieswang mit seinem Gemeindeteil Mittelmarterhof und dem am 1. Juli 1972 eingegliederten Ochsenhart eine selbstständige Gemeinde.

## Baudenkmäler

### Pfarrkirche St. Martin
Die Kirche St. Martin ist ortsbildprägend. Ihr historischer Kern ist über 950 Jahre alt. Den Tag der Kirchenweihe feiert die Evangelisch-Lutherische Kirchengemeinde – alter Tradition entsprechend – am 1. Sonntag nach Trinitatis (zwei Wochen nach Pfingsten). Das Turmuntergeschoss stammt aus romanischer Zeit, Langhaus und Turmobergeschoss sind auf das Jahr 1673 datierbar. Die Kirche wurde barockisiert, was an Stuck und Wandgemälden erkennbar ist. Im Stil des Klassizismus sind die Kanzel und der Taufstein von 1793. Bemerkenswert ist laut Bayerischer Denkmalliste ein „interessant gearbeiteter, reich mit Beschlägen versehener Opferstock“. Der Einbau der Sieber-Orgel erfolgte 1926.
Nach Abschluss der Sanierung im Jahr 2016 erstrahlt die Kirche wieder in altem Glanz. Eigens dazu hatte sich im Herbst 2011 ein Förderverein gegründet, der mit Eigenleistung und Spenden die Renovierung der Kirche unterstützte.

## Persönlichkeiten
- Johann Alexander Döderlein (1675–1745), Weißenburger Gelehrter
- Johann Heinrich Zorn (1698–1748), deutscher Pfarrer und Ornithologe